# Napomyza lateralis
Napomyza lateralis är en tvåvingeart som först beskrevs av Fallen 1823.  Napomyza lateralis ingår i släktet Napomyza och familjen minerarflugor. Arten är reproducerande i Sverige. Inga underarter finns listade i Catalogue of Life.